# Georg Schweinfurth

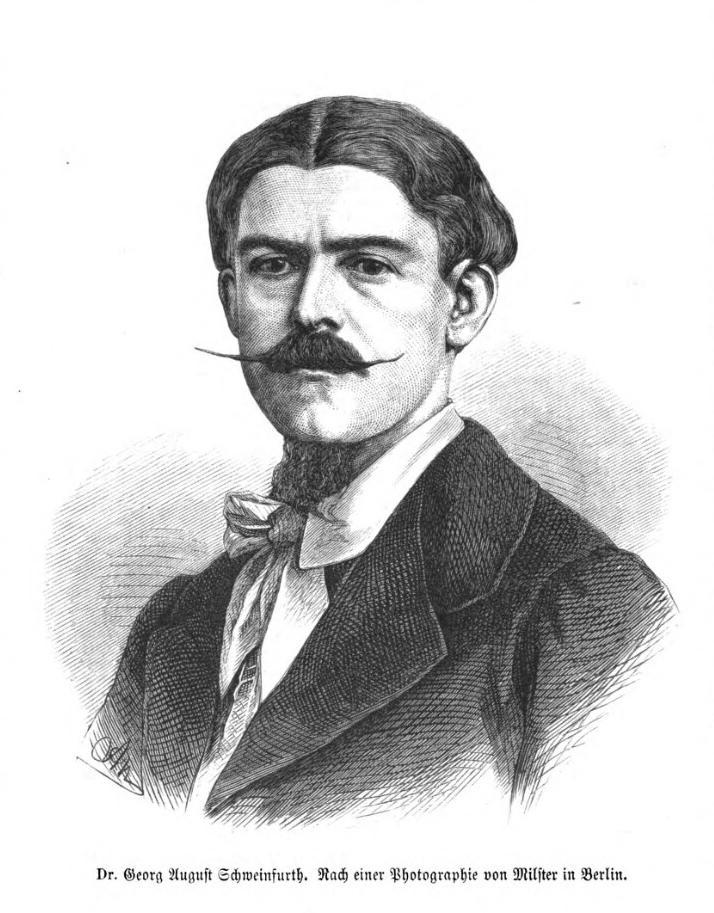
Georg Schweinfurth (1868)

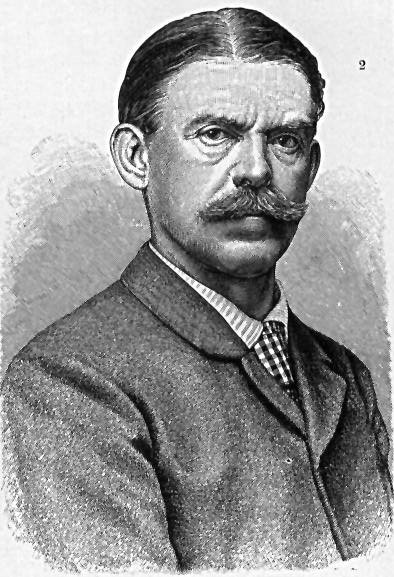
Georg Schweinfurth

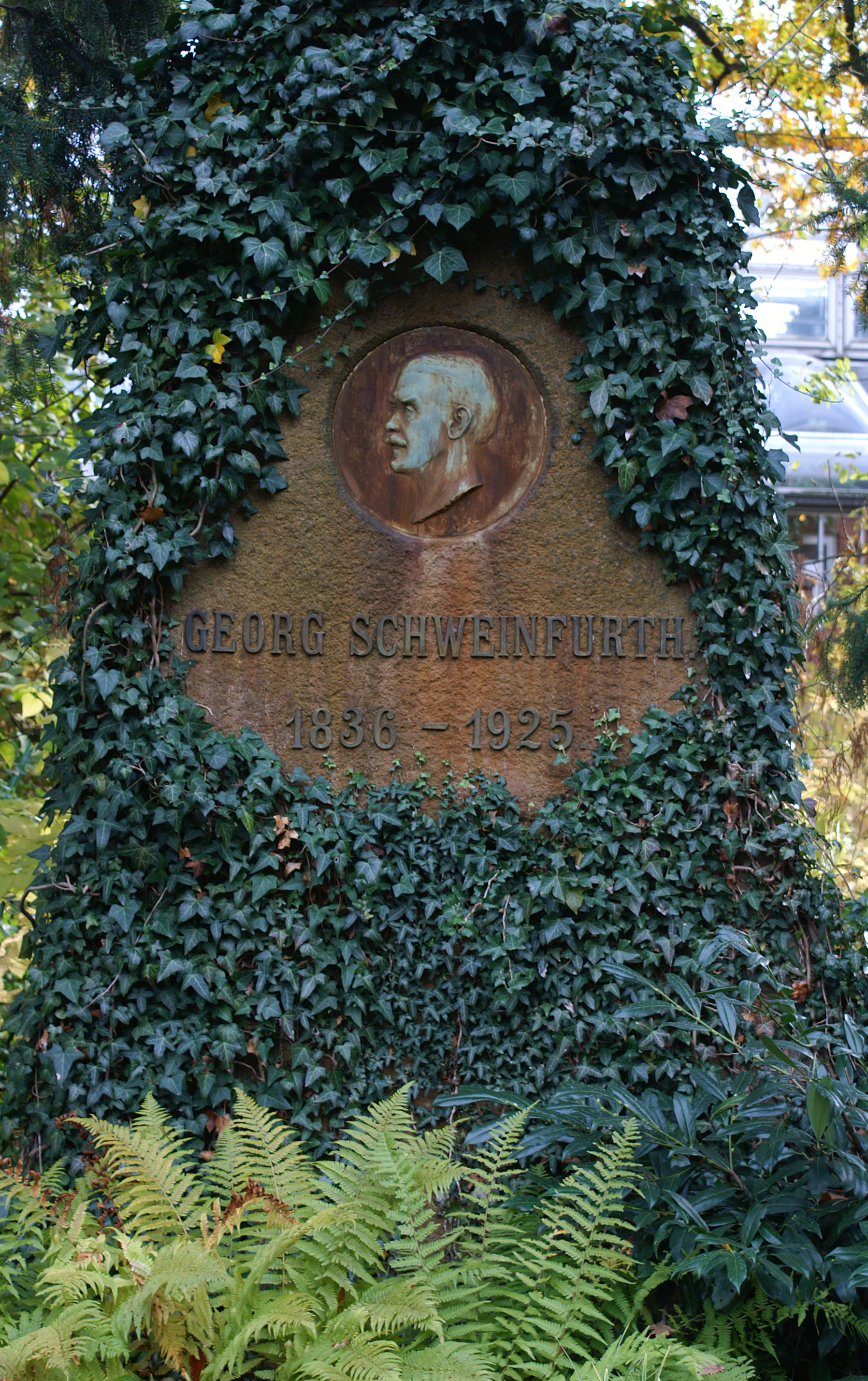
Ehrengrab von Georg Schweinfurth im Botanischen Garten Berlin

Georg August Schweinfurth (* 17. Dezemberjul. / 29. Dezember 1836greg. in Riga, Gouvernement Livland, Russisches Kaiserreich; † 19. September 1925 in Berlin) war ein russisch-baltendeutscher Afrikaforscher. Sein offizielles botanisches Autorenkürzel lautet „Schweinf.“

## Leben
Seine Vorfahren kamen aus Wiesloch, er selbst wurde in Riga geboren und wuchs streng pietistisch auf. Schweinfurth studierte von 1856 bis 1862 in Heidelberg, München und Berlin u. a. Botanik und Paläontologie. Durch die Bestimmung von Pflanzen, die bei der 1859/60 durchgeführten Expedition an den oberen Nil von Robert Hartmann gesammelt worden waren, machte er sich in Fachkreisen bereits als junger Mann einen Namen. Er bereiste 1863 bis 1866 Ägypten und den Südsudan sowie die Gebiete der Azande und Mangbetu im Kongo als Begleiter arabisch-nubischer Elfenbeinhändler (Abgrenzung des Nilgebiets im Südwesten). Bei einem Schiffbruch auf dem Kongo bei Kisangani büßte er ein Auge ein.
1867 wurde er zum Mitglied der Leopoldina gewählt. Seit 1882 war er korrespondierendes Mitglied der Bayerischen Akademie der Wissenschaften.
Am 15. August 1868 trat Schweinfurth in Suez seine dritte Afrika-Reise an. Im Auftrag der Humboldt-Stiftung in Berlin reiste er 1869 von Khartum aus nilaufwärts nach Faschoda und nach dem Gebiet der Dschur. Mit Sklavenjägern immer weiter vordringend, durchzog er die Länder der Bongo, Schilluk, Nuer und der Dinka, unternahm eine Reise zu den seiner Ansicht nach kannibalischen Niam-Niam, besuchte das Land der Mittu und Madi und entdeckte 1870 im Lande der bis dahin noch unbekannten (ebenfalls anthropophagen) Monbutto (Mangbetu) den Uellefluss (Uelle-Makua (Ubangi)). Ebenso gewann er sichere Kunde von dem Zwergvolk der Akka, aus deren Kreis er einen Mann mit Namen Adimukuh, der sich selbst als Akka bezeichnete, zur späteren Erziehung mitnahm, welcher jedoch im Spätsommer 1871 in Berber an Dysenterie starb. Nach Überwindung der größten Schwierigkeiten traf er im Juli 1871 wieder wohlbehalten in Khartum ein, von wo aus er am 4. Oktober 1871 den Ausgangshafen Suez erreichte.
1873–1874 bereiste Schweinfurth die Libysche Wüste und den Libanon. „Die von ihm erlangten Resultate in Ethnographie, Botanik und Geographie reihen sich daher dem Bedeutendsten an, was je auf afrikanischem Boden erreicht worden ist.“, so Friedrich Embacher 1882 über das Werk Im Herzen von Afrika. In der Tat hatte sein Werk großen Einfluss. Aufgrund seiner profunden ethnographischen Kenntnisse über Nordafrika wurde er zur Mitarbeit an mehreren Auflagen des Baedeker-Bands Ägypten und der Sudan gewonnen.
1875 gründete er in Kairo die Geographische Gesellschaft und fand in Alexandria Unterstützung bei Johannes Schiess. 1889 zog Schweinfurth nach Berlin, um dort seine botanischen Sammlungen dauerhaft einzurichten, die er in den Folgejahren durch neue Forschungsreisen immer wieder bereicherte.
Schweinfurth blieb Junggeselle. Er publizierte und stellte Sammlungen zusammen, die noch heute wissenschaftlich genutzt werden. Sein Hauptwerk war „Im Herzen von Afrika“. Ab 1872 war er Mitglied, ab 1906 Ehrenmitglied der Berliner Gesellschaft für Anthropologie, Ethnologie und Urgeschichte. Er war Ehrenmitglied des Thüringisch-Sächsischen Vereins für Erdkunde.
Darüber hinaus war er kolonialpolitisch tätig und 1887 Mitglied der Deutschen Kolonialgesellschaft. Dabei nahm er Einfluss auf den Erwerb und die Organisation deutscher Kolonien und forderte in Vorträgen, wie etwa 1887, unmittelbar zur Eroberung auf.
Zwischen Oktober und Dezember 1913 saß Schweinfurth dem Bildhauer Fritz Schaper Modell. Die dabei entstandene Gipsbüste Schweinfurths befand sich im Nachlass Schapers und ist heute im Bestand der Alten Nationalgalerie Berlin. Eine erste Marmorausführung entstand 1914, gestiftet von Georg Minden und seiner Frau Franka, für die Räume der Gesellschaft für Erdkunde in Berlin. Eine zweite entstand im Auftrag des preußischen Kultusministeriums für den Botanischen Garten in Berlin-Dahlem. Schweinfurth wurde im Botanischen Garten in Berlin beigesetzt. Sein Grab wurde später zu einem Ehrengrab der Stadt Berlin erklärt, diesen Status behielt es bis zum Jahr 2009. Mehrere Straßen in deutschen Städten sind nach ihm benannt.

## Kritische Rezeption
Bereits 1885 wurde Schweinfurth vorgeworfen, er nutze seine Reisebeschreibungen, vor allem die ausgiebigen Beschreibungen des Kannibalismus, um philanthropischen Haltungen und „Zweifelsucht“ den Boden zu entziehen. Paola Ivanov hielt ihn sogar für die Hauptursache, dass lange der Kannibalismus der Azande geradezu selbstverständlich für eine Tatsache gehalten wurde. Deren Bezeichnung als „Numniam“ übernahm Schweinfurth von den Dinka, die in ihnen anscheinend Kannibalen sahen oder sie als solche verunglimpfen wollten. Susan Arndt, Heiko Thierl und Ralf Walther gingen 2001 so weit zu sagen, dass sich Kannibalismus in keinem einzigen Fall in Afrika nachweisen ließ. Schweinfurth selbst verstand es, obwohl er die Zweifel und die Übertreibungen der Zeitgenossen (hier der „Nubier“) und vor allem der angeblichen Kannibalen selbst nennt, diese mit einer Art überlegenem westlichen Kolonialwissen beiseite zu wischen: „Die Nubier wollen sogar wissen, daß hie und da Träger, die unterwegs gestorben und verscharrt waren, aus ihren Gräbern geholt worden sind. Einige der Niamniam wiederum beteuerten, daß bei ihnen zu Hause das Menschenfressen in so hohem Grad verabscheut werde, daß jeder sich weigere, mit einem Kannibalen aus einer Schüssel zu essen.“ Und er setzt fort: „Von allen bekannten Völkern Afrikas, deren Kannibalismus feststeht, scheinen die Fan … an der äquatorialen Westküste in mehr als einer Hinsicht den Niamniam stammverwandt zu sein.“

## Taxonomische Ehrung
Ihm zu Ehren wurde die Pflanzengattung Schweinfurthia A. Braun der Pflanzenfamilie der Wegerichgewächse (Plantaginaceae) und Schweinfurthafra Kuntze aus der Familie der Malvengewächse (Malvaceae) benannt. Als einer der ersten beschrieb Schweinfurth regionale Unterschiede zwischen den Schimpansen im Westen und im Osten des afrikanischen Kontinents. Darum trägt der Ostafrikanische Schimpanse oder Langhaarschimpanse (Pan troglodytes schweinfurthii), eine Unterart des Gemeinen Schimpansen, seinen Namen.

## Schriften und Werke
- Beitrag zur Flora Aethiopiens Georg Reimer, Berlin 1867, online bei Bayerische Staatsbibliothek digital
- Reliquiae Kotschyanae Georg Reimer, Berlin 1868, online bei Bayerische Staatsbibliothek digital
- Linguistische Ergebnisse einer Reise nach Centralafrika Wiegandt & Hempel, Berlin 1873
- Im Herzen von Afrika F.A. Brockhaus, Leipzig 1874 Teil 1 bei archive.org Teil 2 online bei archive.org
- Artes Africanae. Illustrations and descriptions of productions of the industrial arts of Central African tribes. Brockhaus [u. a.], Leipzig 1875 (Digitalisat)
- Discours prononcé au Caire à la séance d'inauguration le 2 juin 1875 Soc. Khédiviale de Géographie, Alexandria 1875
- Abyssinische Pflanzennamen in: Abhandlungen der königlichen Akademie der Wissenschaften zu Berlin, S. 1–84, 1893
- Vegetationstypen aus der Kolonie Eritrea Vegetationsbilder 2. Reihe, Heft 8 (1905) online bei archive.org
- Arabische Pflanzennamen aus Aegypten, Algerien und Jemen Dietrich Reimer (Ernst Vohsen), Berlin 1912, online bei Biodiversity Heritage Library
- Auf unbetretenen Wegen in Aegypten Hoffmann und Campe, Hamburg 1922
- Afrikanisches Skizzenbuch Deutsche Buch-Gemeinschaft, Berlin 1925
- Im Herzen von Afrika 1868–1871. Erdmann, Stuttgart 1984, ISBN 3-522-60450-4.